# Rajd Automobilistico Internazionale del Sestriere 1956
Rajd Automobilistico Internazionale del Sestriere 1956 (7. Automobilistico Int. del Sestriere) – 7. edycja rajdu samochodowego Rajd Automobilistico Internazionale del Sestriere rozgrywanego we Włoszech. Rozgrywany był od 24 do 28 lutego 1956 roku. Była to druga runda Rajdowych Mistrzostw Europy w roku 1956.

## Klasyfikacja rajdu
| Miejsce                      | Kierowca                     | Pilot                         | Samochód                     | Czas                         | Strata                       |                              |
| Klasyfikacja generalna i ERC | Klasyfikacja generalna i ERC | Klasyfikacja generalna i ERC  | Klasyfikacja generalna i ERC | Klasyfikacja generalna i ERC | Klasyfikacja generalna i ERC | Klasyfikacja generalna i ERC |
| ---------------------------- | ---------------------------- | ----------------------------- | ---------------------------- | ---------------------------- | ---------------------------- | ---------------------------- |
| 1.                           | Walter Schock                | Rolf Moll                     | Mercedes-Benz 300 SL W198 I  | 12                           | 0.0                          |                              |
| 2.                           | Heinz Schwind                | Wolfgang Gutbrod              | BMW 502                      | 13                           | +1                           |                              |
| 3.                           | Luigi Taramazzo              | Giovanni Gerino               | Alfa Romeo 1900 TI           | 25                           | +13                          |                              |
| 4.                           | Paul Ernst Strähle           | Hans Wencher                  | Porsche 356 1300 Super       | 26                           | +14                          |                              |
| 5.                           | Sergio Mantovani             | Morolli                       | Lancia Aurelia B12           | 46                           | +34                          |                              |
| 6.                           | Giovanni Alberti             | d'Errico                      | Alfa Romeo Giulietta         | 49                           | +37                          |                              |
| 7.                           | Casimiro Toselli             | Lamberti Zanardi              | Fiat 8V Zagato               | 50                           | +38                          |                              |
| 8.                           | Roger Masson                 | Claude Laurent                | Panhard Dyna X86             | 51                           | +39                          |                              |
| 9.                           | Giorgio Superti              | Fiorani                       | Fiat 1100 TV                 | 51                           | +39                          |                              |
| 10.                          | Paul Guiraud                 | Lucienne Alziary de Roquefort | Peugeot 203                  | 53                           | +41                          |                              |